# Centrarquídeos
Centrarquídeos (Centrarchidae) é uma família de peixes da subordem Percoidei, superfamília Percoidea. Os peixes desta família são divididos em três nomes comuns, o de grande porte são conhecidos como achigãs, os de médio porte como percas-sol e de pequeno porte como mariganes.

## Classificação
Recente evidência genética sugere a seguinte filogenia dos centrárquidos:
- Família Centrarchidae
  - Subfamília Centrarchinae
    - Tribo Ambloplitini
      - Ambloplites

    - Tribo Archoplitini
      - Archoplites
      - Pomoxis

    - Tribo Centrarchini
      - Centrarchus

    - Tribo Enneacanthini
      - Enneacanthus

  - Subfamília Lepominae
    - Tribo Lepomini
      - Lepomis

  - Incertae sedis
    - Micropterus
    - Acantharchus